# Enopleus
Enoplea (Enoplea) és una classe de nematodes, la qual junt amb la classe Chromadorea componen l'embrancament Nematoda dins l'actual taxonomia. Enoplea és considerat un grup més ancestral que Chromadorea.

## Descripció
Enoplea es distingeixen dels Chromadorea per moltes característiques. L'esòfag dels enopleus és cilíndric i el aparell excretor és simple, de vegades compost d'una sola cèl·lula; en canvi, els chromadoreus tenen un esòfag bulbós i aparells excretors tubulars més complexos.

## Ecologia
Diversos ordres d'enopleus son aquàtics de vida lliure, tant d'aigua dolça com salada. Molts són paràsits de plantes i animals, incloent els humans. Els ordres Triplonchida i Dorylaimida inclouen fitoparàsits vectors de malalties de les plantes. Els ordres Mermithida i Marimermithida inclouen paràsits d'invertebrats. Els ordres Dioctophymatida, Trichinellida i Muspiceida inclouen paràsits de vertebrats com els ocells i els mamífers. Entre els més destacats hi ha Trichinella spiralis, que causa la triquinosi en humans en consumir el porc infestat, i el gènere Trichuris paràsits d'animals incloent gats, gossos i humans.

## Taxonomia
La classe Enoplea inclouen 11 ordres repartits entre dues subclasses:
- Subclasse Enoplia Pearse, 1942
  - Ordre Enoplida
  - Ordre Trefusiida
  - Ordre Triplonchida
- Subclasse Dorylaimia Inglis, 1983
  - Ordre Dorylaimida
  - Ordre Mermithida
  - Ordre Mononchida
  - Ordre Dioctophymatida
  - Ordre Trichinellida
  - Ordre Isolaimida
  - Ordre Muspiceida
  - Ordre Marimermithida